# Raíces (Zinacantepec)
Raíces es una aldea ubicada en las faldas del Nevado de Toluca en el municipio de Zinacantepec, Estado de México. Cuenta con una población de 660 habitantes. Se encuentra ubicado a una altitud de 3531 metros sobre el nivel del mar, lo que la hace la aldea a mayor altura de México.